# 통합저작권관리번호
ICN(Integrated Copyright Number, 통합저작권관리번호)은 저작물 권리관리정보에 대한 식별체계로서 통합저작물관리번호와 통합저작자번호로 구성되며 저작물과 저작권자, 이용조건 등의 권리 관계를 확인하기 위해 한국저작권위원회에서 운영하고 있다. 저작권라이선스관리시스템에서 통합저작물관리번호와 저작권자 번호를 통합한 통합저작권자번호를 부여하며, ICN이 포함된 저작권 정보는 서비스사업자와 권리자간 저작물 이용을 허락받을 수 있는 온라인 이용계약 체결과 저작물의 권리정보를 투명하게 함을 목적으로 한다.

## 참고 문헌
- 저작권기술용어집(2012)[쪽 번호 필요]